# Pseudostracoderma terricola
Pseudostracoderma terricola är en svampart som beskrevs av A.E. Martinez & Godeas 1997. Pseudostracoderma terricola ingår i släktet Pseudostracoderma, divisionen sporsäcksvampar och riket svampar.   Inga underarter finns listade i Catalogue of Life.